# Milan Kostka
Milan Kostka (* 1946) je bývalý československý basketbalista.
V československé basketbalové lize hrál 11 sezón v letech 1960-1976 za družstva NHKG Ostrava a Dukla Olomouc. V ligové soutěži má třetí místo (1971) s NHKG Ostrava. V historické střelecké tabulce basketbalové ligy Československa (od sezóny 1962/63 do 1992/93) je na 29. místě s počtem 4692 bodů. 

## Hráčská kariéra

### Kluby -liga
- 1964-1965 NHKG Ostrava - 9. místo (1965)
- 1966-1967 Dukla Olomouc - 5. místo (1967)
- 1967-1976 NHKG Ostrava - 3. místo (1971), 4. místo (1975), 3x 5. místo (1970, 1972, 1974), 6. místo (1969), 7. místo (1968), 9. místo (1973), 10. místo (1976)
- V československé basketbalové lize celkem 11 sezón (1964-1976), 4692 bodů (29. místo) a 1 medailové umístění - 3. místo (1971)